# Rue Charles Lechat
La rue Charles Lechat est une rue bruxelloise de la commune d'Auderghem qui relie l'avenue du Kouter à la rue Valduc sur une longueur de 80 mètres.

## Historique et description
Avant la crise des années 30, on construisit une petite cité ouvrière entre la rue Valduc et l'avenue du Kouter. La S.A. Les Logements Économiques reçut un permis pour y bâtir des maisons le 7 mars 1925. 
Début 1928, cette société avait terminé l'œuvre et suggéra de donner à cette rue le nom de son administrateur délégué, Charles Lechat. Le conseil donna une suite favorable à cette requête le 2 mars 1928. 

### Biographie
Charles Lechat est né à Liège, le 18 mars 1870 et décédé à Woluwe-Saint-Pierre, le 31 juillet 1959.
Il n'a rien à voir avec l'histoire d'Auderghem, à part d'y avoir construit des maisons. Il n'habita jamais la commune[réf. souhaitée].